# حفل توزيع جوائز الغولدن غلوب السابع
حفل توزيع جوائز الغولدن غلوب السابع هو حفل لتكريم أفضل الإنجازات في مجال صناعة الأفلام لعام 1949، أقيم يوم 23 فبراير 1950.

## الفائزين والمرشحين
| الصنف                           | الفائزين والمرشحين                                       |
| ------------------------------- | -------------------------------------------------------- |
| أفضل ممثل                       | برودريك كروفورد — كل رجال الملك; بدور ويلي ستارك.        |
| أفضل ممثل                       | ريتشارد تود — القلب المتسرع; بدور لاكلن "لاتشي" مكلوكلن. |
| أفضل ممثلة                      | أوليفيا دي هافيلاند — الوريثة; بدور كاثرين سلوبر.        |
| أفضل ممثلة                      | ديبورا كير — إدوارد، بني; بدور إيفلين بولت.              |
| أفضل ممثل مساعد                 | جيمس ويتمور — ساحة المعركة; بدور كيني.                   |
| أفضل ممثل مساعد                 | ديفيد براين — دخيل في الغبار; بدور جون غافن ستيفنز.      |
| أفضل ممثلة مساعدة               | مرسيدس مكايمبريدج — كل رجال الملك; بدور سايدي بيرك.      |
| أفضل ممثلة مساعدة               | ميريام هوبكنز — الوريثة; بدور لافينيا بينيمان.           |
| نجم السنة                       | ريتشارد تود — القلب المتسرع; بدور لاكلن "لاتشي" مكلوكلن. |
| نجم السنة                       | خوانو هيرنانديز — دخيل في الغبار; بدور لوكاس بيتشامب.    |
| نجمة السنة                      | مرسيدس مكايمبريدج — كل رجال الملك; بدور سايدي بيرك.      |
| نجمة السنة                      | روث رومان — بطل; بدور إيما برايس.                        |
| أفضل سيناريو                    | ساحة المعركة — روبرت بيروش.                              |
| أفضل سيناريو                    | حبل من الرمل — ويليام ديترل.                             |
| أفضل موسيقى تصويرية             | المفتش العام — جوني غرين.                                |
| أفضل موسيقى تصويرية             | كل رجال الملك — جورج دانينغ.                             |
| أفضل تصوير سينمائي (أبيض وأسود) | بطل — فرانز بلاينر.                                      |
| أفضل تصوير سينمائي (أبيض وأسود) | كل رجال الملك — بورنيت غافي.                             |
| أفضل تصوير سينمائي (ملون)       | مغامرات إكابود والسيد تود — والت ديزني                   |
| أفضل تصوير سينمائي (ملون)       | يوم في المدينة — هارولد روسون                            |
| أفضل مخرج                       | هارولد روسون عن فيلم كل رجال الملك                       |
| أفضل مخرج                       | ويليام وايلر — الوريثة                                   |
| أفضل فيلم                       | كل رجال الملك من إخراج هارولد روسون                      |
| أفضل فيلم                       | تعال إلى المستقر من إخراج هنري كوستر                     |
| أفضل فيلم بلغة أجنبية           | سارق الدراجة — إيطاليا                                   |
| أفضل فيلم بلغة أجنبية           | The Fallen Idol — المملكة المتحدة                        |
| أفضل فيلم يروج للتفاهم العالمي  | القلب المتسرع من إخراج فينسنت شيرمان                     |
| أفضل فيلم يروج للتفاهم العالمي  | السيد فينسنت من إخراج موريس كلوش                         |

## وصلات خارجية
- حفل توزيع جوائز الغولدن غلوب السابع على موقع IMDb (الإنجليزية)